# Schlotfeger (Gebäck)
Schlotfeger ist ein Gebäck aus einer Hippe, die mit Schlagsahne und manchmal zusätzlich mit Butter gefüllt, und mit Kuvertüre oder Schokolade umhüllt ist.
Der Name spielt auf die Ähnlichkeit mit dem Fruchtstand des „Rohrkolbens“ (umgangssprachlich „Schlotfeger“) an.

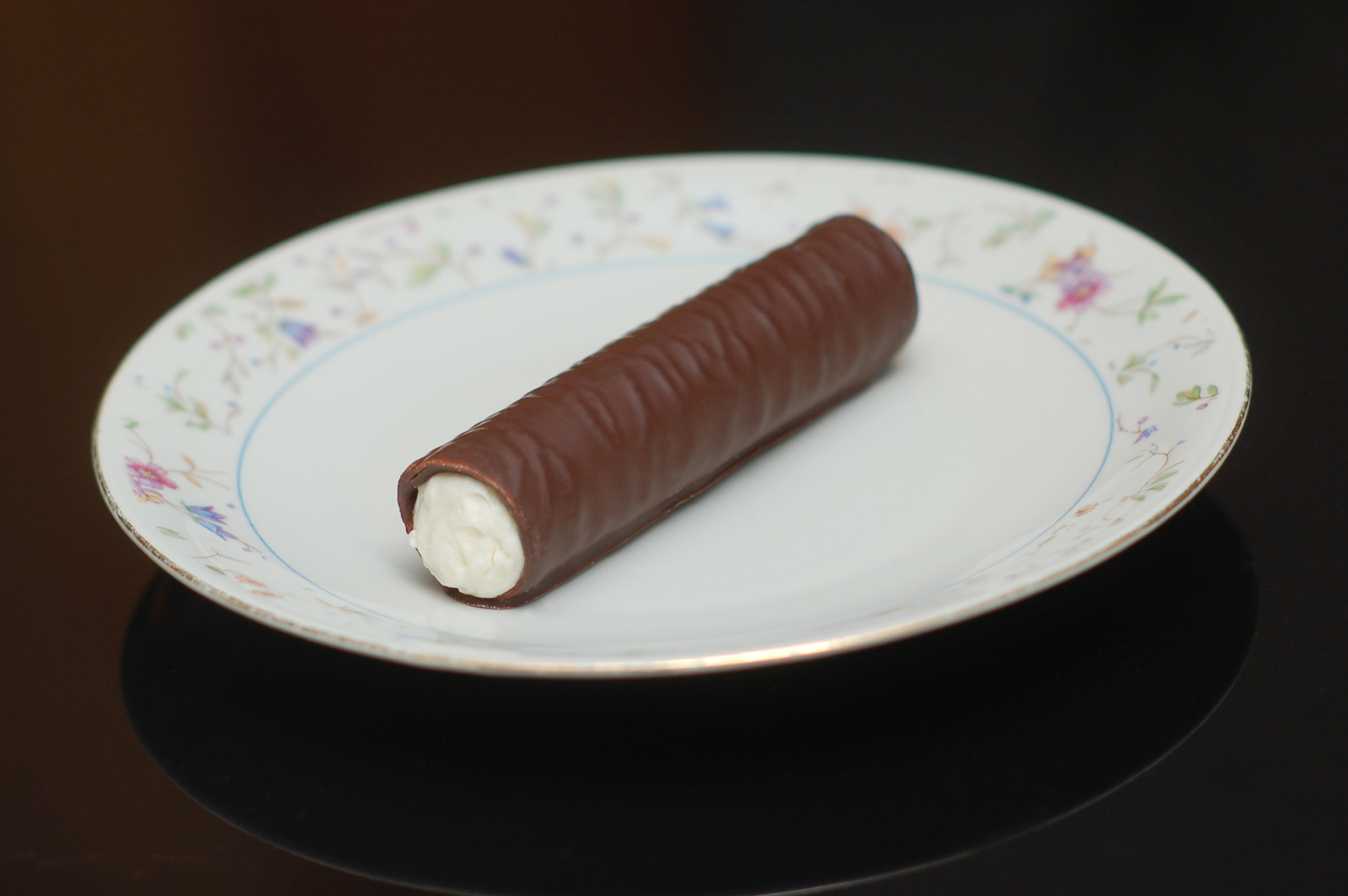
Schlotfeger